# Rhamphomyia caesia
Rhamphomyia caesia är en tvåvingeart som beskrevs av Johann Wilhelm Meigen 1822. Rhamphomyia caesia ingår i släktet Rhamphomyia och familjen dansflugor. Arten är reproducerande i Sverige. Inga underarter finns listade i Catalogue of Life.